# Bjarne Berntsen
Bjarne Berntsen, né le 21 décembre 1956 à Figgjo (Norvège), est un footballeur international norvégien devenu entraîneur. 
Il est entraîneur du Viking FK, club norvégien basé à Stavanger, depuis 2018.

## Biographie

### En club
Avec le club du Viking FK, Bjarne Berntsen dispute 120 matchs en première division norvégienne entre 1977 et 1982, inscrivant 13 buts.
Son palmarès est constitué de deux titres de champion et une Coupe nationale.
Au sein des compétitions continentales européennes, il dispute deux matchs en Coupe d'Europe des clubs champions, et six en Coupe de l'UEFA.

### En équipe nationale
Bjarne Berntsen joue 33 matchs en équipe de Norvège entre 1978 et 1982, sans inscrire de but. Toutefois, seulement 28 sélections sont officiellement reconnues par la FIFA.
Il reçoit sa première sélection en équipe de Norvège le 9 août 1978, contre la Finlande (score : 1-1 à Helsinki). Il joue son dernier match le 27 octobre 1982, contre la Bulgarie, lors des éliminatoires de l'Euro 1984 (score : 2-2 à Sofia).

### Carrière d'entraîneur
Il est le sélectionneur de l'équipe de Norvège féminine lors de la Coupe du monde 2007 puis lors des Jeux olympiques d'été de 2008. Il dirige également la sélection norvégienne lors du championnat d'Europe 2005 organisé en Angleterre puis lors du championnat d'Europe 2009 qui se déroule en Finlande.

## Palmarès
- Champion de Norvège en 1979 et 1982 avec le Viking Stavanger
- Vice-champion de Norvège en 1981 avec le Viking Stavanger
- Vainqueur de la Coupe de Norvège en 1979 avec le Viking Stavanger